# II Governo Constitucional de Portugal
O II Governo Constitucional de Portugal tomou posse a 23 de janeiro de 1978, sendo chefiado por Mário Soares e constituído por uma coligação entre o Partido Socialista e o Centro Democrático Social. Terminou o seu mandato a 29 de agosto de 1978, após exoneração do então Presidente da República António Ramalho Eanes, devido a divergências no seio da coligação que levaram o líder do CDS, Freitas do Amaral, a retirar o apoio formal ao Governo a 24 de julho.

## História
Liderado pelo primeiro-ministro socialista cessante, Mário Soares, este governo é formado e apoiado por uma coligação entre o Partido Socialista (PS) e o Centro Democrático Social (CDS). Juntos, eles têm 149 deputados em 263, ou seja, 56,7% dos assentos na Assembleia da República.
Constituiu-se na sequência da demissão do I Governo Constitucional, liderado por Soares, constituído apenas pelo PS e independentes, e beneficiando do apoio tácito do Partido Social Democrata (PPD/PSD) e do CDS. A 8 de dezembro de 1977, o executivo submete-se a um voto de confiança, que perde por 100 votos a favor e 159 contra. A 29 de dezembro, o Presidente da República António Ramalho Eanes dá instruções a Soares para constituir o novo executivo. O Primeiro-Ministro cessante empreende consultas com os outros partidos representados no Parlamento. Obtém um acordo com o CDS, ratificado, a 18 de janeiro de 1978, pela direção do PS.
Mário Soares toma posse a 23 de janeiro, formando um governo de dezanove ministros, incluindo três democratas-cristãos e quatro independentes. Com exceção do Ministro da Defesa Nacional, Mário Firmino Miguel, os principais ministérios mudam de mãos, sendo o Ministro da Justiça, António de Almeida Santos, nomeado para o recém-criado cargo de Ministro-Adjunto do Primeiro-Ministro.
A 2 de fevereiro, o novo gabinete apresenta-se aos deputados e Mário Soares apresenta o seu programa. No recomeço dos trabalhos parlamentares, o PPD/PSD e o Partido Comunista Português (PCP) apresentaram, cada um deles, uma moção de rejeição a fim de evitar a aprovação tácita do programa de governo. Ambos os textos são rejeitados e o debate termina em 13 de fevereiro, levando à posse do novo executivo.
A 24 de julho, o conselho nacional do CDS pede aos seus três ministros que apresentem a sua demissão, de forma a permitir ao primeiro-ministro proceder a uma remodelação ministerial capaz de garantir a continuidade da coligação. No entanto, três dias depois, o Chefe de Estado anunciou a exoneração de Soares. A 9 de agosto, Ramalho Eanes nomeia o empresário Alfredo Nobre da Costa Primeiro-Ministro, e este constitui vinte dias depois o III Governo Constitucional.

## Composição
O Decreto-Lei n.º 41-A/78, de 7 de março, a Lei Orgânica do II Governo Constitucional, determinou a seguinte constituição do governo:
O Governo é constituído pelo Primeiro-Ministro e por Ministros, Secretários e Subsecretários de Estado.
2 - O Governo compreende os seguintes Ministros:
a) Da Defesa Nacional;
b) Adjunto do Primeiro-Ministro;
c) Das Finanças e do Plano;
d) Da Administração Interna;
e) Da Justiça;
f) Dos Negócios Estrangeiros;
g) Da Reforma Administrativa;
h) Da Agricultura e Pescas;
i) Da Indústria e Tecnologia;
j) Do Comércio e Turismo;
l) Do Trabalho;
m) Da Educação e Cultura;
n) Dos Assuntos Sociais;
o) Dos Transportes e Comunicações;
p) Da Habitação e Obras Públicas.
3 - Têm ainda assento em Conselho de Ministros o Ministro da República para os Açores e o Ministro da República para a Madeira nas reuniões que tratem de interesses para as respetivas regiões.
4 - O Ministro adjunto do Primeiro-Ministro coadjuva este na coordenação e orientação dos diversos Ministérios, desempenhando, outrossim, funções de natureza específica que pelo Primeiro-Ministro lhe sejam cometidas.
5 - O Primeiro-Ministro é ainda coadjuvado pelo Secretário de Estado da Presidência do Conselho de Ministros.
6 - Integrada na Presidência do Conselho de Ministros e na dependência direta do Primeiro-Ministro funciona a Secretaria de Estado da Comunicação Social.
| Cargo                                                   | Retrato | Nome                                     | Período                                         | Partido | Partido                   |
| ------------------------------------------------------- | ------- | ---------------------------------------- | ----------------------------------------------- | ------- | ------------------------- |
| Primeiro-Ministro                                       |         | Mário Soares (1924–2017)                 | 23 de janeiro de 1978 a 29 de agosto de 1978    |         | Partido Socialista        |
|                                                         |         |                                          |                                                 |         |                           |
| Ministro-Adjunto do Primeiro-Ministro                   |         | António de Almeida Santos (1926–2016)    | 23 de janeiro de 1978 a 29 de agosto de 1978    |         | Partido Socialista        |
| Ministro da Defesa Nacional                             |         | Mário Firmino Miguel (1932–1991)         | 23 de janeiro de 1978 a 29 de agosto de 1978    |         | Independente              |
| Ministro das Finanças e do Plano                        |         | Vítor Constâncio (1943–)                 | 23 de janeiro de 1978 a 29 de agosto de 1978    |         | Partido Socialista        |
| Ministro da Justiça                                     |         | José Santos Pais (1929–)                 | 23 de janeiro de 1978 a 29 de agosto de 1978    |         | Independente              |
| Ministro da Administração Interna                       |         | Alberto Oliveira e Silva (1924–2011)     | 23 de janeiro de 1978 a 27 de fevereiro de 1978 |         | Partido Socialista        |
| Ministro da Administração Interna                       |         | Jaime Gama (1947–)                       | 27 de fevereiro de 1978 a 29 de agosto de 1978  |         | Partido Socialista        |
| Ministro dos Negócios Estrangeiros                      |         | Victor Sá Machado (1933–2002)            | 23 de janeiro de 1978 a 29 de agosto de 1978    |         | Centro Democrático Social |
| Ministro da Reforma Administrativa                      |         | Rui Pena (1939–2018)                     | 23 de janeiro de 1978 a 29 de agosto de 1978    |         | Centro Democrático Social |
| Ministro da Agricultura e Pescas                        |         | Luís Saias (1924–2023)                   | 23 de janeiro de 1978 a 29 de agosto de 1978    |         | Partido Socialista        |
| Ministro da Indústria e Tecnologia                      |         | Carlos Melancia (1927–2022)              | 23 de janeiro de 1978 a 29 de agosto de 1978    |         | Partido Socialista        |
| Ministro do Comércio e Turismo                          |         | Basílio Horta (1943–)                    | 23 de janeiro de 1978 a 29 de agosto de 1978    |         | Centro Democrático Social |
| Ministro do Trabalho                                    |         | António Maldonado Gonelha (1935–2022)    | 23 de janeiro de 1978 a 29 de agosto de 1978    |         | Partido Socialista        |
| Ministro da Educação e Cultura                          |         | Mário Sottomayor Cardia (1941–2006)      | 23 de janeiro de 1978 a 29 de agosto de 1978    |         | Partido Socialista        |
| Ministro dos Assuntos Sociais                           |         | António Arnaut (1936–2018)               | 23 de janeiro de 1978 a 29 de agosto de 1978    |         | Partido Socialista        |
| Ministro dos Transportes e Comunicações                 |         | Manuel Ferreira Lima (1938–2001)         | 23 de janeiro de 1978 a 29 de agosto de 1978    |         | Partido Socialista        |
| Ministro da Habitação e Obras Públicas                  |         | António Sousa Gomes (1936–2015)          | 23 de janeiro de 1978 a 29 de agosto de 1978    |         | Partido Socialista        |
|                                                         |         |                                          |                                                 |         |                           |
| Ministro da República para a Região Autónoma dos Açores |         | Octávio Galvão de Figueiredo (1919–1996) | 23 de janeiro de 1978 a 29 de agosto de 1978    |         | Independente              |
| Ministro da República para a Região Autónoma da Madeira |         | Lino Miguel (1936–2022)                  | 23 de janeiro de 1978 a 29 de agosto de 1978    |         | Independente              |

### Secretários e subsecretários de Estado
| Dependência                                              | Cargo                                                             | Detentor                        | Período                                        |
| -------------------------------------------------------- | ----------------------------------------------------------------- | ------------------------------- | ---------------------------------------------- |
| Primeiro-Ministro e Presidência do Conselho de Ministros | Secretário de Estado da Presidência do Conselho de Ministros      | Antero Monteiro Dinis           | 30 de janeiro de 1978 a 29 de agosto de 1978   |
| Primeiro-Ministro e Presidência do Conselho de Ministros | Secretário de Estado da Comunicação Social                        | João Gomes                      | 6 de fevereiro de 1978 a 29 de agosto de 1978  |
| Ministério das Finanças e do Plano                       | Subsecretário de Estado Adjunto do Ministro das Finanças e Plano  | Alexandre Sobral Torres         | 6 de fevereiro de 1978 a 29 de agosto de 1978  |
| Ministério das Finanças e do Plano                       | Secretário de Estado do Tesouro                                   | Herlander Estrela               | 6 de fevereiro de 1978 a 29 de agosto de 1978  |
| Ministério das Finanças e do Plano                       | Subsecretário de Estado do Tesouro                                | José de Oliveira Marques        | 27 de fevereiro de 1978 a 29 de agosto de 1978 |
| Ministério das Finanças e do Plano                       | SUBSECRETARIA DE ESTADO CRIADA                                    | José de Oliveira Marques        | 27 de fevereiro de 1978 a 29 de agosto de 1978 |
| Ministério das Finanças e do Plano                       | Secretário de Estado do Orçamento                                 | Alberto Ramalheira              | 6 de fevereiro de 1978 a 29 de agosto de 1978  |
| Ministério das Finanças e do Plano                       | Subsecretário de Estado do Orçamento                              | Ludovico Cândido                | 6 de fevereiro de 1978 a 29 de agosto de 1978  |
| Ministério das Finanças e do Plano                       | Secretário de Estado do Planeamento                               | José Gonçalves Serrão           | 6 de fevereiro de 1978 a 29 de agosto de 1978  |
| Ministério da Administração Interna                      | Secretário de Estado da Administração Local e Regional            | Júlio Miranda Calha             | 27 de fevereiro de 1978 a 29 de agosto de 1978 |
| Ministério da Administração Interna                      | SECRETARIA DE ESTADO CRIADA                                       | Júlio Miranda Calha             | 27 de fevereiro de 1978 a 29 de agosto de 1978 |
| Ministério dos Negócios Estrangeiros                     | Secretário de Estado dos Negócios Estrangeiros e da Emigração     | João Vieira de Lima             | 6 de fevereiro de 1978 a 29 de agosto de 1978  |
| Ministério da Reforma Administrativa                     | Secretário de Estado da Administração Pública                     | José San-Bento Menezes          | 27 de fevereiro de 1978 a 29 de agosto de 1978 |
| Ministério da Reforma Administrativa                     | SECRETARIA DE ESTADO CRIADA                                       | José San-Bento Menezes          | 27 de fevereiro de 1978 a 29 de agosto de 1978 |
| Ministério da Agricultura e Pescas                       | Secretário de Estado do Comércio e Indústrias Agrícolas           | Alcino Cardoso                  | 6 de fevereiro de 1978 a 29 de agosto de 1978  |
| Ministério da Agricultura e Pescas                       | Secretário de Estado da Estruturação Agrária                      | António Campos                  | 6 de fevereiro de 1978 a 29 de agosto de 1978  |
| Ministério da Agricultura e Pescas                       | Secretário de Estado das Florestas                                | António Azevedo Gomes           | 6 de fevereiro de 1978 a 29 de agosto de 1978  |
| Ministério da Agricultura e Pescas                       | Secretário de Estado do Fomento Agrário                           | Apolinário Vaz Portugal         | 6 de fevereiro de 1978 a 29 de agosto de 1978  |
| Ministério da Agricultura e Pescas                       | Secretário de Estado das Pescas                                   | Vasco César das Neves           | 6 de fevereiro de 1978 a 29 de agosto de 1978  |
| Ministério da Indústria e Tecnologia                     | Secretário de Estado da Energia e Indústrias de Base              | Joaquim Rocha Cabral            | 6 de fevereiro de 1978 a 29 de agosto de 1978  |
| Ministério da Indústria e Tecnologia                     | Secretário de Estado das Indústrias Extractivas e Transformadoras | Nuno Kruz Abecassis             | 6 de fevereiro de 1978 a 29 de agosto de 1978  |
| Ministério do Comércio e Turismo                         | Secretário de Estado do Comércio Externo                          | Carlos Antunes Filipe           | 6 de fevereiro de 1978 a 29 de agosto de 1978  |
| Ministério do Comércio e Turismo                         | Secretário de Estado do Comércio Interno                          | António Escaja Gonçalves        | 6 de fevereiro de 1978 a 29 de agosto de 1978  |
| Ministério do Comércio e Turismo                         | Secretário de Estado do Turismo                                   | Baltazar Gonçalves              | 6 de fevereiro de 1978 a 29 de agosto de 1978  |
| Ministério do Trabalho                                   | Secretário de Estado do Trabalho                                  | Custódio Simões                 | 6 de fevereiro de 1978 a 29 de agosto de 1978  |
| Ministério do Trabalho                                   | Secretário de Estado da População e Emprego                       | José Menano do Amaral           | 27 de fevereiro de 1978 a 29 de agosto de 1978 |
| Ministério do Trabalho                                   | SECRETARIA DE ESTADO CRIADA                                       | José Menano do Amaral           | 27 de fevereiro de 1978 a 29 de agosto de 1978 |
| Ministério da Educação e Cultura                         | Secretário de Estado da Administração Escolar                     | Almerindo Marques               | 6 de fevereiro de 1978 a 21 de junho de 1978   |
| Ministério da Educação e Cultura                         | SECRETARIA DE ESTADO EXTINTA                                      | Almerindo Marques               | 6 de fevereiro de 1978 a 21 de junho de 1978   |
| Ministério da Educação e Cultura                         | Secretário de Estado da Cultura                                   | António Reis                    | 6 de fevereiro de 1978 a 29 de agosto de 1978  |
| Ministério da Educação e Cultura                         | Secretário de Estado do Ensino Superior                           | Joaquim Cruz e Silva            | 6 de fevereiro de 1978 a 29 de agosto de 1978  |
| Ministério da Educação e Cultura                         | Secretário de Estado da Investigação Científica                   | Alexandre de Sousa Pinto        | 6 de fevereiro de 1978 a 29 de agosto de 1978  |
| Ministério da Educação e Cultura                         | Secretário de Estado da Juventude e Desportos                     | Joaquim Barros de Sousa         | 6 de fevereiro de 1978 a 29 de agosto de 1978  |
| Ministério da Educação e Cultura                         | Secretário de Estado da Orientação Pedagógica                     | Joaquim Romero de Magalhães     | 6 de fevereiro de 1978 a 21 de junho de 1978   |
| Ministério da Educação e Cultura                         | Subsecretário de Estado Adjunto do Ministro da Educação e Cultura | Raúl Junqueiro                  | 22 de junho de 1978 a 29 de agosto de 1978     |
| Ministério da Educação e Cultura                         | SUBSECRETARIA DE ESTADO CRIADA                                    | Raúl Junqueiro                  | 22 de junho de 1978 a 29 de agosto de 1978     |
| Ministério da Educação e Cultura                         | Secretário de Estado do Ensino Básico e Secundário                | Aldónio Gomes                   | 22 de junho de 1978 a 29 de agosto de 1978     |
| Ministério da Educação e Cultura                         | SECRETARIA DE ESTADO CRIADA                                       | Aldónio Gomes                   | 22 de junho de 1978 a 29 de agosto de 1978     |
| Ministério dos Assuntos Sociais                          | Secretário de Estado da Saúde                                     | Mário Mendes                    | 6 de fevereiro de 1978 a 29 de agosto de 1978  |
| Ministério dos Assuntos Sociais                          | Secretário de Estado da Segurança Social                          | Vítor Vasques                   | 6 de fevereiro de 1978 a 29 de agosto de 1978  |
| Ministério dos Transportes e Comunicações                | Secretário de Estado dos Transportes                              | José Manuel Consiglieri Pedroso | 6 de fevereiro de 1978 a 29 de agosto de 1978  |
| Ministério dos Transportes e Comunicações                | Secretário de Estado da Marinha Mercante                          | Luís Correia Maltês             | 6 de fevereiro de 1978 a 29 de agosto de 1978  |
| Ministério da Habitação e Obras Públicas                 | Secretário de Estado da Habitação                                 | Carlos Ferro Gomes              | 6 de fevereiro de 1978 a 29 de agosto de 1978  |
| Ministério da Habitação e Obras Públicas                 | Secretário de Estado das Obras Públicas                           | João Porto                      | 6 de fevereiro de 1978 a 29 de agosto de 1978  |
| Ministério da Habitação e Obras Públicas                 | Secretário de Estado do Ordenamento Físico e Ambiente             | José Gomes Fernandes            | 6 de fevereiro de 1978 a 29 de agosto de 1978  |